# Cant de la Carxofa
El Cant de la Carxofa és una representació religiosa que es realitza a Alaquàs que consisteix en la realització d'una missa i processó els dies 8 i 9 de setembre de cada any en honor de la Mare de Déu de l'Olivar i al Crist de la Bona Mort respectivament.
Al finalitzar les processons un xiquet vestit d'àngel a dins d'un artefacte amb forma de carxofa elevat uns dos metres del terra, canta un poema musicat acompanyat d'orquestra i cor de veus blanques, els versos són diferents però amb la mateixa música.
Des de l'any 2010 està declarada com a Festa d'Interés Turístic Provincial al País Valencià.